# UWA World Middleweight Championship
L'UWA World Middleweight Championship (Campeonato Mundial de Peso Medio UWA in lingua spagnola) è un titolo appartenuto della federazione messicana Universal Wrestling Association e che in seguito è stato utilizzato da federazioni giapponesi. 

Il campionato è riservato ai lottatori aventi un peso tra 82 e 87 kg anche se questa restrizione del peso non viene sempre applicata.

## Storia
Originariamente promosso dalla Universal Wrestling Association fino all'anno della sua chiusura (1995) fu in seguito utilizzato in Giappone dalla Michinoku Pro Wrestling e da Toryumon. 

il titolo è ancora in uso nella federazione Kaientai Dojo.

## Albo d'oro
| Lottatore                                   | Regni | Data              | Luogo                                | Note |
| ------------------------------------------- | ----- | ----------------- | ------------------------------------ | --- |
| Rene Guajardo                               | 1     | 26 novembre 1975  | Città del Messico                    | Sconfisse Aníbal diventando il primo campione.                                                           |
| Gran Hamada                                 | 1     | 2 maggio 1976     | Monterrey                            | |
| Rene Guajardo                               | 2     | 31 ottobre 1976   | Monterrey                            | |
| Aníbal                                      | 1     | 2 ottobre 1977    | Monterrey                            | |
| Jungla Negra                                | 1     | 11 febbraio 1979  | Monterrey                            | |
| Centurión Negro                             | 1     | 11 gennaio 1981   | Monterrey                            | |
| Gran Hamada                                 | 2     | 14 febbraio 1982  | Naucalpan                            | |
| Centurión Negro                             | 2     | 13 giugno 1982    | Monterrey                            | |
| Luis Arizona                                | 1     | 9 gennaio 1983    | Reynosa                              | |
| Gran Hamada                                 | 3     | 22 maggio 1983    | Monterrey                            | |
| Super Astro                                 | 1     | 6 luglio 1984     | Guadalajara                          | |
| El Satánico                                 | 1     | 14 ottobre 1984   | Città del Messico                    | |
| Cachorro Mendoza                            | 1     | 9 luglio 1985     |                                      | |
| El Solar                                    | 1     | 20 novembre 1985  |                                      | |
| Vacante                                     |       | Aprile 1986       |                                      | |
| Valente Fernández                           | 1     | 29 giugno 1986    | Monterrey                            | |
| Cuchillo                                    | 1     | 4 settembre 1989  | Città del Messico                    | |
| Yoshihiro Asai (Ultimo Dragon)              | 1     | 6 aprile 1990     | Città del Messico                    | |
| Cuchillo                                    | 2     | 21 maggio 1990    | Puebla                               | |
| Yoshihiro Asai (Ultimo Dragon)              | 2     | 4 giugno 1990     | Tokyo, Giappone                      | |
| Super Astro                                 | 2     | 28 dicembre 1990  | Tijuana, Baja California             | |
| Negro Casas                                 | 1     | 29 gennaio 1991   | Pachuca                              | |
| Último Dragón                               | 3     | 26 marzo 1993     | Città del Messico                    | |
| El Samurai                                  | 1     | 20 maggio 1993    | Inuyama, Giappone                    | |
| Último Dragón                               | 4     | 24 maggio 1993    | Osaka                                | |
| Kōji Ishinriki                              | 1     | 5 gennaio 1994    | Osaka                                | |
| Último Dragón                               | 5     | 24 maggio 1994    | Città del Messico                    | |
| Vacante                                     |       | 8 novembre 1994   | Tokyo                                | Reso vacante dopo che Dragón vinse il titolo NWA World Middleweight Championship contro Corazón de León. |
| El Texano                                   | 1     | 12 febbraio 1995  | Santo Domingo, Repubblica Dominicana | Sconfisse Takashi Okano.                                                                                 |
| Il titolo passa alle federazioni giapponesi |       |                   |                                      | |
| Héctor Garza                                | 1     | 1996              |                                      | |
| Masayoshi Motegi                            | 1     | 11 giugno 1996    | Tokyo                                | Sconfisse Garza eliminandolo accidentalmente.                                                            |
| Vacante                                     |       | 11 giugno 1996    | Tokyo                                | Motegi rese il titolo vacante subito dopo la vittoria accidentale contro Garza.                          |
| Tiger Mask                                  | 1     | 23 settembre 1996 | Towada                               | |
| Vacante                                     |       | 25 febbraio 1997  |                                      | Reso vacante per infortunio di Tiger Mask.                                                               |
| Shoichi Funaki                              | 1     | 19 marzo 1997     | Yonezawa                             | Sconfisse El Pantera.                                                                                    |
| Minoru Tanaka                               | 1     | 24 maggio 1997    | Nagoya                               | |
| Vacante                                     |       | 19 aprile 1998    | Odawara                              | Reso vacante dopo la difesa contro Tiger Mask.                                                           |
| The Willow                                  | 1     | 14 giugno 1998    | Iwate                                | Sconfisse Ikuto Hidaka.                                                                                  |
| Vacante                                     |       | 1998              |                                      | |
| Silver Wolf                                 | 1     | 25 maggio 2002    | Tokyo                                | Sconfisse Hi69 nella finale di un torneo.                                                                |
| Vacante                                     |       | Settembre 2002    |                                      | |
| Hi69                                        | 1     | 27 ottobre 2002   | Tokyo                                | Sconfisse Pablo nella finale di un torneo.                                                               |
| Yasu Urano                                  | 1     | 24 maggio 2003    | Chiba                                | |
| X #3                                        | 1     | 25 ottobre 2003   | Chiba                                | |
| Sambo Oishi                                 | 1     | 25 aprile 2004    | Tokyo                                | |
| Onryo                                       | 1     | 30 ottobre 2004   | Chiba                                | |
| Gentaro                                     | 1     | 12 febbraio 2005  | Chiba                                | |
| Boso Boy Raito                              | 1     | 19 febbraio 2005  | Shiwa                                | |
| Psycho                                      | 1     | 5 aprile 2006     | Tokyo                                | |
| Shiori Asahi                                | 1     | 5 novembre 2006   | Fukuoka                              | |
| Boso Boy Raito                              | 2     | 4 settembre 2007  | Tokyo                                | |
| Sambo Oishi                                 | 2     | 12 giugno 2008    | Tokyo                                | |
| Men's Teioh                                 | 1     | 9 settembre 2008  | Chiba                                | |
| Sambo Oishi                                 | 3     | 2 novembre 2008   | Tokyo                                | Il match era valido anche per il titolo Independent World Junior Heavyweight Championship.               |
| Quiet Storm                                 | 1     | 15 marzo 2009     | Tokyo                                | |
| Psicho                                      | 2     | 9 agosto 2009     | Chiba                                | |
| Shinobu                                     | 1     | 14 novembre 2009  | Tokyo                                | |
| Kaji Tomato                                 | 1     | 9 agosto 2009     | Chiba                                | |
| Yasu Urano                                  | 1     | 10 novembre 2010  | Tokyo                                | |
| Kaji Tomato                                 | 2     | 31 luglio 2011    | Chiba                                | |
| Shiori Asahi                                | 2     | 6 novembre 2011   | Tokyo                                | |
| Daigoro Kashiwa                             | 1     | 24 giugno 2012    | Yokohama                             | |
| Yuki Sato                                   | 1     | 4 novembre 2012   | Yokohama                             | |
| Taka Michinoku                              | 1     | 14 aprile 2013    | Tokyo                                | |
| Ryuichi Sekine                              | 1     | 11 agosto 2013    | Chiba                                | |
| Makoto Oishi (Sambo Oishi)                  | 4     | 8 dicembre 2013   | Chiba                                | |
| Kaji Tomato                                 | 3     | 24 agosto 2014    | Chiba                                | |
| Yuki Sato                                   | 2     | 25 gennaio 2015   | Chiba                                | |
| Kaji Tomato                                 | 4     | 27 settembre 2015 | Shizuoka                             | |
| Hiro Tonai                                  | 1     | 1º novembre 2015  | Tokyo                                | |
| Men's Teioh                                 | 2     | 21 marzo 2016     | Tokyo                                | |
| Shiori Asahi                                | 3     | 31 luglio 2016    | Chiba                                | Match valido anche per il titolo Independent World Junior Heavyweight Championship.                      |
| Ayumu Honda                                 | 1     | 6 novembre 2016   | Tokyo                                | Sconfisse Asahi Kaji Tomato in un Fatal three-way match.                                                 |